# Peste Noire – Split – Peste Noire
Peste Noire split Peste Noire è il settimo album della band francese Peste Noire pubblicato il 14 dicembre 2018.

## Tracce

### Traditional Part
1. Aux Armes – 6:59
2. Interlude – 1:48
3. Songe Viking – 4:32
4. Raid Eclair – 5:41
5. 666 Milions D'Esclaves Et De Déchets – 7:12

### Degenerate Part
1. Noire Peste – 4:37
2. Des Médecins Malades Et Des Saints Séquestrés – 5:15
3. Turbofascisme – 3:07
4. Aristocrasse – 3:55
5. Domine – 5:41

## Formazione
- Famine - voce, chitarre, basso, testi
- Lazareth - trombe
- Lola - voce
- Alexey (M8l8th) - voce (traccia 4)
- Spellgoth - sintetizzatori
- Ardraos - batteria
- Āube - parti elettroniche/trap
- Saartjie - cello